# Station Gent-Zeehaven
Station Gent-Zeehaven is een goederen/vormingsstation langs de spoorlijn 59 in de stad Gent.
Het rangeerterrein heeft 32 verdeelsporen, alle uitgerust met railremmen.